# Kurt Drummer

Fotos von Drummer und seinem Kochbuch aus seinem Nachlass (2024)

Kurt Drummer (* 20. März 1928 in Gornsdorf; † 8. Juni 2000 in Chemnitz) war Fernsehkoch und Chefkoch in der DDR.
Drummer wurde in der DDR vor allem aufgrund seiner Tätigkeit als Fernsehkoch bekannt. Die Sendung Der Fernsehkoch empfiehlt begann 1958. Insgesamt war Drummer über 25 Jahre im Fernsehen der DDR aktiv. Sein Kollege auf dem Gebiet der Meeresprodukte war der Fischkoch Rudolf Kroboth. Drummer ging aus einer Vielzahl von internationalen Wettbewerben als Sieger hervor, u. a. in London, Budapest und Wien.

## Lebenslauf

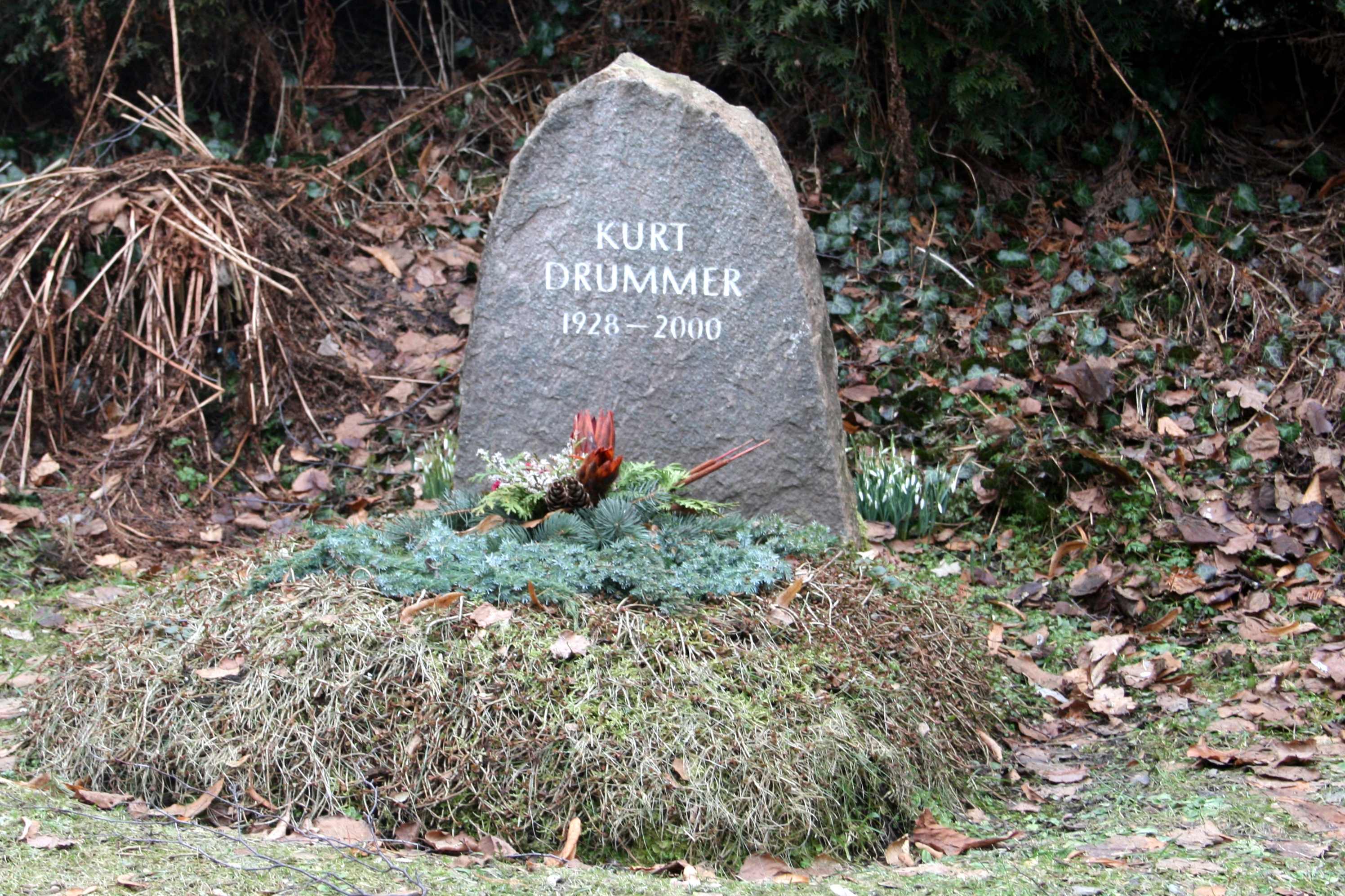
Drummers Grab auf dem Friedhof von Auerbach im Erzgebirge (2012)

Der als Sohn eines Strumpfwirkers und einer Strumpfkettlerin geborene Kurt Drummer lernte von 1942 bis 1944 Koch im Hotel Chemnitzer Hof in Chemnitz. Anschließend wurde er in den Reichsarbeitsdienst eingezogen und geriet 1945 in britische Kriegsgefangenschaft, aus der er bereits im Juni 1945 wieder entlassen wurde.
Nach Tätigkeit in der Landwirtschaft war er 1946–48 Koch in Auerbach (Erzgebirge), 1948 kurzzeitig Küchenleiter im Hotel auf der Wartburg bei Eisenach und 1948–1955 stellvertretender Küchenchef und Lehrmeister im Chemnitzer Hof. 1955 studierte er dann Ernährungswissenschaften am Institut für Ernährung in Potsdam-Rehbrücke und wurde Küchenchef des Hotels Elephant in Weimar, wo er auch die Meisterprüfung als Küchenmeister ablegte. 1958/59 war er Küchenchef des Carola Hotels in Karl-Marx-Stadt und 1959–64 der des Chemnitzer Hofs.
Im Zeitraum von Mai 1958 bis August 1983 produzierte er 650 Folgen der Sendung Der Fernsehkoch empfiehlt für den Deutschen Fernsehfunk, in denen er über 2000 Gerichte vorstellte. Während der NWDR für seine 1953 gestartete Kochsendung Bitte in zehn Minuten zu Tisch mit Clemens Wilmenrod einen Schauspieler engagiert hatte, konnte der gelernte Koch Kurt Drummer mit Fachwissen und Berufserfahrung überzeugen, auch wenn er nicht mit der Rhetorik eines Bühnenkünstlers aufwarten konnte. Drummer war ehedem der Frauenredaktion des DFF aufgefallen, weil er damals im Erfurter Hof sogenannte Hausfrauennachmittage veranstaltete. Seine Fernsehkochsendung lief vierzehntäglich sonnabends, anfänglich zu wechselnden Zeiten zwischen 14 und 17 Uhr, später auch im Vorabendprogramm. Drummer erhielt zweimal die Auszeichnung Goldener Lorbeer vom DFF. Von 1961 bis 1989 war er SED-Mitglied. Als die Fernsehsendung auf seinen Wunsch hin 1983 eingestellt wurde, war er 55 Jahre alt und hatte, wie er es nach der Wende äußerte, einfach nicht mehr die Kraft und die Nerven, den für seine Gerichte nötigen Zutaten, deren Beschaffung sein Vertrag einschloss, hinterherzutelefonieren.
Von 1965 bis 1990 war er Chefkoch der Hotelkette Vereinigung Interhotel. Er studierte von 1966 bis 1967 außerdem Ökonomie an der Fachschule des Hotel- und Gaststättenwesens in Leipzig. Während seiner Karriere nahm er an diversen internationalen Kochkunstausstellungen teil (1971–1986). Zur Fußball-Weltmeisterschaft 1974 in der Bundesrepublik Deutschland war er als Koch der DDR-Mannschaft engagiert. Er erhielt von der Vereinigung Interhotel 1986 die Auszeichnung Meisterkoch der internationalen Klasse und zweimal die Auszeichnung Goldenes I. Drummer war in seiner Freizeit engagierter Kleingärtner und Grillfreund. Er versuchte dem Freizeitgrillen in der DDR eine frische, gesunde Note zu verleihen, indem er als Erster Produkte wie Paprikaschoten und Fisch zum Grillen empfahl. Er war Erfinder der schadstoffarmen Drummer-Grillzündung. 1999, ein Jahr vor seinem Tod, wurde er mit der Kulinarischen Medaille des Verbands der Köche Deutschlands geehrt.
Im Februar 2024 wurde Drummers Nachlass an das Deutsche Archiv der Kulinarik übergeben. Dazu gehören unter anderem rund 30 Auszeichnungen und Medaillen internationaler Kochwettbewerbe, persönliche Dokumente wie sein Meisterbrief, ein Fotoalbum mit zahlreichen Bildern, die seine lange Karriere dokumentieren und mehrere von Drummer mitverfasste Kochbücher, teilweise als Erstausgaben.

## Sonstiges
In seinem Roman Nostalgia erzählt der Autor André Kubiczek, das seine aus Laos stammende Mutter Teo in der DDR der 1970er Jahre die Sendungen von Drummer sehr intensiv verfolgt hat, um "Deutsch" Kochen zu lernen.

## Werke
- Kurt Drummer, Käthe Muskewitz: Kochkunst aus dem Fernsehstudio. Fachbuchverlag Leipzig, 1968
- Kurt Drummer, Käthe Muskewitz: Von Apfelkartoffeln bis Zwiebelkuchen. Fachbuchverlag Leipzig, 1982
- Kurt Drummer, Käthe Muskewitz: Landschaftsküche von Thüringen bis Mecklenburg. Prisma Verlag Gütersloh, 1985, ISBN 3-570-09411-1
- Kurt Drummer, Käthe Muskewitz: Die besten Rezepte aus der Fernsehküche: gewürzt mit kulinarischer Kulturgeschichte. Fachbuchverlag Leipzig, 1989, ISBN 3-343-00413-8
- Kurt Drummer, Hans Prang: Reisen und Speisen. Kulinarische Reiseerinnerungen aus Interhotels der Deutschen Demokratischen Republik.  Fachbuchverlag Leipzig, 1971
- Kurt Drummer, Käthe Muskewitz: Das Fernsehkochbuch. Rezepte, Ratschläge und Hinweise aus der Küche des Deutschen Fernsehfunks, Fachbuchverlag Leipzig 1963
- Kurt Drummer, Käthe Muskewitz: Landschaftsküche von Thüringen bis Mecklenburg, Prisma-Verlag Gütersloh, 1985
- Kurt Drummer, Käthe Muskewitz: Hühnchen & Kaninchen, Verlag für die Frau, Leipzig, 1971

## DVD
- Der Fernsehkoch empfiehlt - Raritäten des Fernsehkochs Kurt Drummer, 5 Folgen aus den Jahren 1962-1965, DVD, 144 min., Studio Hamburg Enterprises GmbH 2015